# Nam Trung Bộ

Localizzazione del Nam Trung Bộ in Vietnam

Nam Trung Bộ (precisamente Duyên hải Nam Trung Bộ, letteralmente "costa centro-meridionale") è una regione del Vietnam, con cinque province costiere nella metà meridionale della stretta striscia centrale del Vietnam. In questo il Vietnam è più largo che nella Costa Centro-Settentrionale e le zone interne formano province separate. La regione comprende anche la municipalità indipendente di Đà Nẵng.

## Province
Di questa regione fanno parte cinque province:
- Quảng Nam
- Quảng Ngãi
- Bình Định
- Phú Yên
- Khánh Hòa
- Ninh Thuan
- Binh Thuan